# Länsresidens

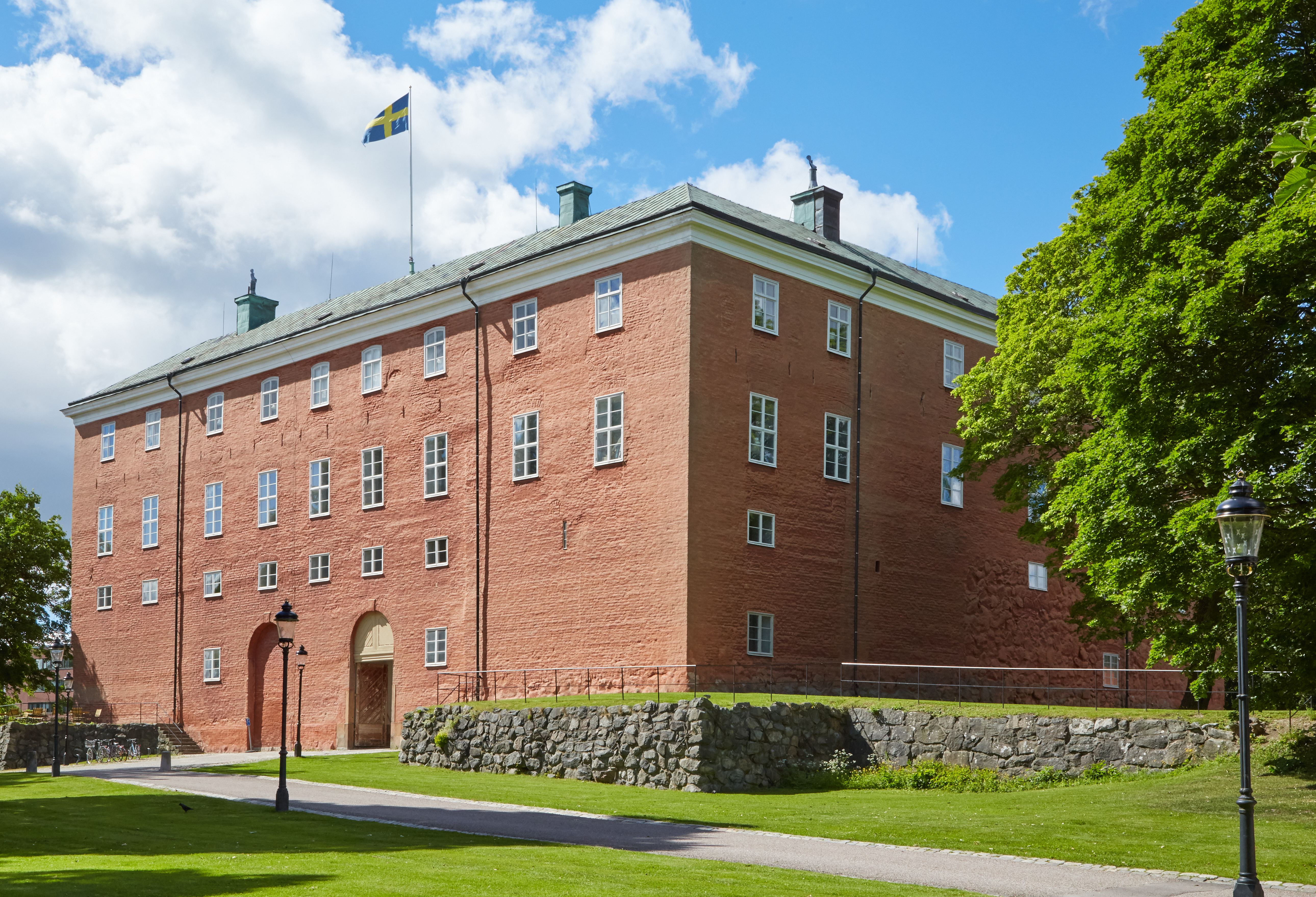
Västerås slott är länsresidens för Västmanlands län.

Ett länsresidens eller ett landshövdingeresidens är den byggnad där en landshövding bor. Ofta finns även länsstyrelsen i en närliggande byggnad.
I Sverige ägs länsresidensen av Statens fastighetsverk. De är ofta historiskt viktiga byggnader, med exempel som Gävle slott, Västerås slott, Uppsala slott och Linköpings slott.
Staden där länsstyrelsen och landshövdingen finns kallas residensstad.

## Lista över Sveriges nuvarande länsresidens
| Län                  | Residensstad | Länsresidens               |
| -------------------- | ------------ | -------------------------- |
| Blekinge län         | Karlskrona   | Residenset i Karlskrona    |
| Dalarnas län         | Falun        | Länsresidenset i Falun     |
| Gotlands län         | Visby        | Residenset i Visby         |
| Gävleborgs län       | Gävle        | Gävle slott                |
| Hallands län         | Halmstad     | Halmstads slott            |
| Jämtlands län        | Östersund    | Residenset i Östersund     |
| Jönköpings län       | Jönköping    | Länsresidenset i Jönköping |
| Kalmar län           | Kalmar       | Residenset i Kalmar        |
| Kronobergs län       | Växjö        | Länsresidenset i Växjö     |
| Norrbottens län      | Luleå        | Residenset i Luleå         |
| Skåne län            | Malmö        | Residenset i Malmö         |
| Stockholms län       | Stockholm    | Tessinska palatset         |
| Södermanlands län    | Nyköping     | Residenset i Nyköping      |
| Uppsala län          | Uppsala      | Uppsala slott              |
| Värmlands län        | Karlstad     | Länsresidenset i Karlstad  |
| Västerbottens län    | Umeå         | Residenset i Umeå          |
| Västernorrlands län  | Härnösand    | Residenset i Härnösand     |
| Västmanlands län     | Västerås     | Västerås slott             |
| Västra Götalands län | Göteborg     | Residenset i Göteborg      |
| Örebro län           | Örebro       | Örebro slott               |
| Östergötlands län    | Linköping    | Linköpings slott           |